# 행크 윌리엄스 주니어
행크 윌리엄스 주니어(영어: Hank Williams, Jr., 1949년 5월 26일 ~ )는 미국의 컨트리 가수이다.